# 시코
시코는 스마트폰, IT 디바이스, 이어폰, 헤드폰, 플레이어 관련 커뮤니티 사이트이다. 본래는 1999년에 문을 연 시디피코리아(CDPKOREA)라는 이름을 가진 CDP 커뮤니티였으나, 후에 이름을 줄여서 '시코'로 바꾸었다.

## 게시판
- 스마트폰 / IT기기 게시판
- 이어폰 / 헤드폰 게시판
- 자유게시판